# Ладья и пешка против ладьи
Ладья и пешка против ладьи — один из основных типов ладейных окончаний. Имеет большое практическое значение. Провести пешку в ферзи в этом эндшпиле удаётся далеко не всегда, так как слабейшая сторона располагает несколькими методами защиты — в зависимости от того, насколько далеко продвинута проходная пешка. Наиболее опасная пешка — центральная, наименее опасная — крайняя.

## Позиция Лусены
|   | a                                                                                      | b                                                                                      | c                                                                                      | d                                                                                      | e                                                                                      | f                                                                                      | g                                                                                      | h                                                                                      |   |
| - | -------------------------------------------------------------------------------------- | -------------------------------------------------------------------------------------- | -------------------------------------------------------------------------------------- | -------------------------------------------------------------------------------------- | -------------------------------------------------------------------------------------- | -------------------------------------------------------------------------------------- | -------------------------------------------------------------------------------------- | -------------------------------------------------------------------------------------- | - |
| 8 | g8 белый король · e7 чёрный король · g7 белая пешка · h2 чёрная ладья · f1 белая ладья | g8 белый король · e7 чёрный король · g7 белая пешка · h2 чёрная ладья · f1 белая ладья | g8 белый король · e7 чёрный король · g7 белая пешка · h2 чёрная ладья · f1 белая ладья | g8 белый король · e7 чёрный король · g7 белая пешка · h2 чёрная ладья · f1 белая ладья | g8 белый король · e7 чёрный король · g7 белая пешка · h2 чёрная ладья · f1 белая ладья | g8 белый король · e7 чёрный король · g7 белая пешка · h2 чёрная ладья · f1 белая ладья | g8 белый король · e7 чёрный король · g7 белая пешка · h2 чёрная ладья · f1 белая ладья | g8 белый король · e7 чёрный король · g7 белая пешка · h2 чёрная ладья · f1 белая ладья | 8 |
| 7 | g8 белый король · e7 чёрный король · g7 белая пешка · h2 чёрная ладья · f1 белая ладья | g8 белый король · e7 чёрный король · g7 белая пешка · h2 чёрная ладья · f1 белая ладья | g8 белый король · e7 чёрный король · g7 белая пешка · h2 чёрная ладья · f1 белая ладья | g8 белый король · e7 чёрный король · g7 белая пешка · h2 чёрная ладья · f1 белая ладья | g8 белый король · e7 чёрный король · g7 белая пешка · h2 чёрная ладья · f1 белая ладья | g8 белый король · e7 чёрный король · g7 белая пешка · h2 чёрная ладья · f1 белая ладья | g8 белый король · e7 чёрный король · g7 белая пешка · h2 чёрная ладья · f1 белая ладья | g8 белый король · e7 чёрный король · g7 белая пешка · h2 чёрная ладья · f1 белая ладья | 7 |
| 6 | g8 белый король · e7 чёрный король · g7 белая пешка · h2 чёрная ладья · f1 белая ладья | g8 белый король · e7 чёрный король · g7 белая пешка · h2 чёрная ладья · f1 белая ладья | g8 белый король · e7 чёрный король · g7 белая пешка · h2 чёрная ладья · f1 белая ладья | g8 белый король · e7 чёрный король · g7 белая пешка · h2 чёрная ладья · f1 белая ладья | g8 белый король · e7 чёрный король · g7 белая пешка · h2 чёрная ладья · f1 белая ладья | g8 белый король · e7 чёрный король · g7 белая пешка · h2 чёрная ладья · f1 белая ладья | g8 белый король · e7 чёрный король · g7 белая пешка · h2 чёрная ладья · f1 белая ладья | g8 белый король · e7 чёрный король · g7 белая пешка · h2 чёрная ладья · f1 белая ладья | 6 |
| 5 | g8 белый король · e7 чёрный король · g7 белая пешка · h2 чёрная ладья · f1 белая ладья | g8 белый король · e7 чёрный король · g7 белая пешка · h2 чёрная ладья · f1 белая ладья | g8 белый король · e7 чёрный король · g7 белая пешка · h2 чёрная ладья · f1 белая ладья | g8 белый король · e7 чёрный король · g7 белая пешка · h2 чёрная ладья · f1 белая ладья | g8 белый король · e7 чёрный король · g7 белая пешка · h2 чёрная ладья · f1 белая ладья | g8 белый король · e7 чёрный король · g7 белая пешка · h2 чёрная ладья · f1 белая ладья | g8 белый король · e7 чёрный король · g7 белая пешка · h2 чёрная ладья · f1 белая ладья | g8 белый король · e7 чёрный король · g7 белая пешка · h2 чёрная ладья · f1 белая ладья | 5 |
| 4 | g8 белый король · e7 чёрный король · g7 белая пешка · h2 чёрная ладья · f1 белая ладья | g8 белый король · e7 чёрный король · g7 белая пешка · h2 чёрная ладья · f1 белая ладья | g8 белый король · e7 чёрный король · g7 белая пешка · h2 чёрная ладья · f1 белая ладья | g8 белый король · e7 чёрный король · g7 белая пешка · h2 чёрная ладья · f1 белая ладья | g8 белый король · e7 чёрный король · g7 белая пешка · h2 чёрная ладья · f1 белая ладья | g8 белый король · e7 чёрный король · g7 белая пешка · h2 чёрная ладья · f1 белая ладья | g8 белый король · e7 чёрный король · g7 белая пешка · h2 чёрная ладья · f1 белая ладья | g8 белый король · e7 чёрный король · g7 белая пешка · h2 чёрная ладья · f1 белая ладья | 4 |
| 3 | g8 белый король · e7 чёрный король · g7 белая пешка · h2 чёрная ладья · f1 белая ладья | g8 белый король · e7 чёрный король · g7 белая пешка · h2 чёрная ладья · f1 белая ладья | g8 белый король · e7 чёрный король · g7 белая пешка · h2 чёрная ладья · f1 белая ладья | g8 белый король · e7 чёрный король · g7 белая пешка · h2 чёрная ладья · f1 белая ладья | g8 белый король · e7 чёрный король · g7 белая пешка · h2 чёрная ладья · f1 белая ладья | g8 белый король · e7 чёрный король · g7 белая пешка · h2 чёрная ладья · f1 белая ладья | g8 белый король · e7 чёрный король · g7 белая пешка · h2 чёрная ладья · f1 белая ладья | g8 белый король · e7 чёрный король · g7 белая пешка · h2 чёрная ладья · f1 белая ладья | 3 |
| 2 | g8 белый король · e7 чёрный король · g7 белая пешка · h2 чёрная ладья · f1 белая ладья | g8 белый король · e7 чёрный король · g7 белая пешка · h2 чёрная ладья · f1 белая ладья | g8 белый король · e7 чёрный король · g7 белая пешка · h2 чёрная ладья · f1 белая ладья | g8 белый король · e7 чёрный король · g7 белая пешка · h2 чёрная ладья · f1 белая ладья | g8 белый король · e7 чёрный король · g7 белая пешка · h2 чёрная ладья · f1 белая ладья | g8 белый король · e7 чёрный король · g7 белая пешка · h2 чёрная ладья · f1 белая ладья | g8 белый король · e7 чёрный король · g7 белая пешка · h2 чёрная ладья · f1 белая ладья | g8 белый король · e7 чёрный король · g7 белая пешка · h2 чёрная ладья · f1 белая ладья | 2 |
| 1 | g8 белый король · e7 чёрный король · g7 белая пешка · h2 чёрная ладья · f1 белая ладья | g8 белый король · e7 чёрный король · g7 белая пешка · h2 чёрная ладья · f1 белая ладья | g8 белый король · e7 чёрный король · g7 белая пешка · h2 чёрная ладья · f1 белая ладья | g8 белый король · e7 чёрный король · g7 белая пешка · h2 чёрная ладья · f1 белая ладья | g8 белый король · e7 чёрный король · g7 белая пешка · h2 чёрная ладья · f1 белая ладья | g8 белый король · e7 чёрный король · g7 белая пешка · h2 чёрная ладья · f1 белая ладья | g8 белый король · e7 чёрный король · g7 белая пешка · h2 чёрная ладья · f1 белая ладья | g8 белый король · e7 чёрный король · g7 белая пешка · h2 чёрная ладья · f1 белая ладья | 1 |
|   | a                                                                                      | b                                                                                      | c                                                                                      | d                                                                                      | e                                                                                      | f                                                                                      | g                                                                                      | h                                                                                      |   |

Одна из самых известных и основополагающих позиций в теории шахматного эндшпиля, где у одной стороны есть ладья и пешка, а у защитника только ладья. Если сторона с пешкой сумеет достичь такой позиции, то сможет выиграть игру. Большинство окончаний эндшпиля «ладья и пешка против ладьи» достигают либо позиции Лусены, либо позиции Филидора, если играть правильно. Сторона с пешкой попытается достичь позиции Лусены, чтобы выиграть, при этом другая сторона попытается достичь позиции Филидора, чтобы сделать ничью.
Белые выигрывают приёмом, известным в теории как «наведение моста»: 1.Лf4! Лh1 2.Лe4+ Крd7 3.Крf7 Лf1+ 4.Крg6 Лg1+ 5.Крf6 Лf1+ 6.Крg5 Лg1+ 7.Лg4.

## Ничейные позиции
В борьбе с пешкой, перешедшей демаркационную линию на 1 шаг, теоретически возможны 2 метода защиты. 

1) «По Филидору» — самый простой, универсальный метод защиты, не зависит от того, на какой вертикали находится пешка. Защищающаяся сторона располагает короля перед пешкой, а ладьёй маневрирует по 6-й (3-й) горизонтали.
|   | a                                                                                      | b                                                                                      | c                                                                                      | d                                                                                      | e                                                                                      | f                                                                                      | g                                                                                      | h                                                                                      |   |
| - | -------------------------------------------------------------------------------------- | -------------------------------------------------------------------------------------- | -------------------------------------------------------------------------------------- | -------------------------------------------------------------------------------------- | -------------------------------------------------------------------------------------- | -------------------------------------------------------------------------------------- | -------------------------------------------------------------------------------------- | -------------------------------------------------------------------------------------- | - |
| 8 | e8 чёрный король · a7 белая ладья · b6 чёрная ладья · e5 белая пешка · f5 белый король | e8 чёрный король · a7 белая ладья · b6 чёрная ладья · e5 белая пешка · f5 белый король | e8 чёрный король · a7 белая ладья · b6 чёрная ладья · e5 белая пешка · f5 белый король | e8 чёрный король · a7 белая ладья · b6 чёрная ладья · e5 белая пешка · f5 белый король | e8 чёрный король · a7 белая ладья · b6 чёрная ладья · e5 белая пешка · f5 белый король | e8 чёрный король · a7 белая ладья · b6 чёрная ладья · e5 белая пешка · f5 белый король | e8 чёрный король · a7 белая ладья · b6 чёрная ладья · e5 белая пешка · f5 белый король | e8 чёрный король · a7 белая ладья · b6 чёрная ладья · e5 белая пешка · f5 белый король | 8 |
| 7 | e8 чёрный король · a7 белая ладья · b6 чёрная ладья · e5 белая пешка · f5 белый король | e8 чёрный король · a7 белая ладья · b6 чёрная ладья · e5 белая пешка · f5 белый король | e8 чёрный король · a7 белая ладья · b6 чёрная ладья · e5 белая пешка · f5 белый король | e8 чёрный король · a7 белая ладья · b6 чёрная ладья · e5 белая пешка · f5 белый король | e8 чёрный король · a7 белая ладья · b6 чёрная ладья · e5 белая пешка · f5 белый король | e8 чёрный король · a7 белая ладья · b6 чёрная ладья · e5 белая пешка · f5 белый король | e8 чёрный король · a7 белая ладья · b6 чёрная ладья · e5 белая пешка · f5 белый король | e8 чёрный король · a7 белая ладья · b6 чёрная ладья · e5 белая пешка · f5 белый король | 7 |
| 6 | e8 чёрный король · a7 белая ладья · b6 чёрная ладья · e5 белая пешка · f5 белый король | e8 чёрный король · a7 белая ладья · b6 чёрная ладья · e5 белая пешка · f5 белый король | e8 чёрный король · a7 белая ладья · b6 чёрная ладья · e5 белая пешка · f5 белый король | e8 чёрный король · a7 белая ладья · b6 чёрная ладья · e5 белая пешка · f5 белый король | e8 чёрный король · a7 белая ладья · b6 чёрная ладья · e5 белая пешка · f5 белый король | e8 чёрный король · a7 белая ладья · b6 чёрная ладья · e5 белая пешка · f5 белый король | e8 чёрный король · a7 белая ладья · b6 чёрная ладья · e5 белая пешка · f5 белый король | e8 чёрный король · a7 белая ладья · b6 чёрная ладья · e5 белая пешка · f5 белый король | 6 |
| 5 | e8 чёрный король · a7 белая ладья · b6 чёрная ладья · e5 белая пешка · f5 белый король | e8 чёрный король · a7 белая ладья · b6 чёрная ладья · e5 белая пешка · f5 белый король | e8 чёрный король · a7 белая ладья · b6 чёрная ладья · e5 белая пешка · f5 белый король | e8 чёрный король · a7 белая ладья · b6 чёрная ладья · e5 белая пешка · f5 белый король | e8 чёрный король · a7 белая ладья · b6 чёрная ладья · e5 белая пешка · f5 белый король | e8 чёрный король · a7 белая ладья · b6 чёрная ладья · e5 белая пешка · f5 белый король | e8 чёрный король · a7 белая ладья · b6 чёрная ладья · e5 белая пешка · f5 белый король | e8 чёрный король · a7 белая ладья · b6 чёрная ладья · e5 белая пешка · f5 белый король | 5 |
| 4 | e8 чёрный король · a7 белая ладья · b6 чёрная ладья · e5 белая пешка · f5 белый король | e8 чёрный король · a7 белая ладья · b6 чёрная ладья · e5 белая пешка · f5 белый король | e8 чёрный король · a7 белая ладья · b6 чёрная ладья · e5 белая пешка · f5 белый король | e8 чёрный король · a7 белая ладья · b6 чёрная ладья · e5 белая пешка · f5 белый король | e8 чёрный король · a7 белая ладья · b6 чёрная ладья · e5 белая пешка · f5 белый король | e8 чёрный король · a7 белая ладья · b6 чёрная ладья · e5 белая пешка · f5 белый король | e8 чёрный король · a7 белая ладья · b6 чёрная ладья · e5 белая пешка · f5 белый король | e8 чёрный король · a7 белая ладья · b6 чёрная ладья · e5 белая пешка · f5 белый король | 4 |
| 3 | e8 чёрный король · a7 белая ладья · b6 чёрная ладья · e5 белая пешка · f5 белый король | e8 чёрный король · a7 белая ладья · b6 чёрная ладья · e5 белая пешка · f5 белый король | e8 чёрный король · a7 белая ладья · b6 чёрная ладья · e5 белая пешка · f5 белый король | e8 чёрный король · a7 белая ладья · b6 чёрная ладья · e5 белая пешка · f5 белый король | e8 чёрный король · a7 белая ладья · b6 чёрная ладья · e5 белая пешка · f5 белый король | e8 чёрный король · a7 белая ладья · b6 чёрная ладья · e5 белая пешка · f5 белый король | e8 чёрный король · a7 белая ладья · b6 чёрная ладья · e5 белая пешка · f5 белый король | e8 чёрный король · a7 белая ладья · b6 чёрная ладья · e5 белая пешка · f5 белый король | 3 |
| 2 | e8 чёрный король · a7 белая ладья · b6 чёрная ладья · e5 белая пешка · f5 белый король | e8 чёрный король · a7 белая ладья · b6 чёрная ладья · e5 белая пешка · f5 белый король | e8 чёрный король · a7 белая ладья · b6 чёрная ладья · e5 белая пешка · f5 белый король | e8 чёрный король · a7 белая ладья · b6 чёрная ладья · e5 белая пешка · f5 белый король | e8 чёрный король · a7 белая ладья · b6 чёрная ладья · e5 белая пешка · f5 белый король | e8 чёрный король · a7 белая ладья · b6 чёрная ладья · e5 белая пешка · f5 белый король | e8 чёрный король · a7 белая ладья · b6 чёрная ладья · e5 белая пешка · f5 белый король | e8 чёрный король · a7 белая ладья · b6 чёрная ладья · e5 белая пешка · f5 белый король | 2 |
| 1 | e8 чёрный король · a7 белая ладья · b6 чёрная ладья · e5 белая пешка · f5 белый король | e8 чёрный король · a7 белая ладья · b6 чёрная ладья · e5 белая пешка · f5 белый король | e8 чёрный король · a7 белая ладья · b6 чёрная ладья · e5 белая пешка · f5 белый король | e8 чёрный король · a7 белая ладья · b6 чёрная ладья · e5 белая пешка · f5 белый король | e8 чёрный король · a7 белая ладья · b6 чёрная ладья · e5 белая пешка · f5 белый король | e8 чёрный король · a7 белая ладья · b6 чёрная ладья · e5 белая пешка · f5 белый король | e8 чёрный король · a7 белая ладья · b6 чёрная ладья · e5 белая пешка · f5 белый король | e8 чёрный король · a7 белая ладья · b6 чёрная ладья · e5 белая пешка · f5 белый король | 1 |
|   | a                                                                                      | b                                                                                      | c                                                                                      | d                                                                                      | e                                                                                      | f                                                                                      | g                                                                                      | h                                                                                      |   |

При движении пешки на 6-ю (3-ю) горизонталь ладья отступает на 1-ю или 2-ю (соответственно 8-ю или 7-ю) горизонтали и атакует короля соперника с тыла.
2) Защита фланговым ударом.
|   | a                                                                                      | b                                                                                      | c                                                                                      | d                                                                                      | e                                                                                      | f                                                                                      | g                                                                                      | h                                                                                      |   |
| - | -------------------------------------------------------------------------------------- | -------------------------------------------------------------------------------------- | -------------------------------------------------------------------------------------- | -------------------------------------------------------------------------------------- | -------------------------------------------------------------------------------------- | -------------------------------------------------------------------------------------- | -------------------------------------------------------------------------------------- | -------------------------------------------------------------------------------------- | - |
| 8 | a8 белая ладья · g7 чёрный король · e6 белый король · e5 белая пешка · e1 чёрная ладья | a8 белая ладья · g7 чёрный король · e6 белый король · e5 белая пешка · e1 чёрная ладья | a8 белая ладья · g7 чёрный король · e6 белый король · e5 белая пешка · e1 чёрная ладья | a8 белая ладья · g7 чёрный король · e6 белый король · e5 белая пешка · e1 чёрная ладья | a8 белая ладья · g7 чёрный король · e6 белый король · e5 белая пешка · e1 чёрная ладья | a8 белая ладья · g7 чёрный король · e6 белый король · e5 белая пешка · e1 чёрная ладья | a8 белая ладья · g7 чёрный король · e6 белый король · e5 белая пешка · e1 чёрная ладья | a8 белая ладья · g7 чёрный король · e6 белый король · e5 белая пешка · e1 чёрная ладья | 8 |
| 7 | a8 белая ладья · g7 чёрный король · e6 белый король · e5 белая пешка · e1 чёрная ладья | a8 белая ладья · g7 чёрный король · e6 белый король · e5 белая пешка · e1 чёрная ладья | a8 белая ладья · g7 чёрный король · e6 белый король · e5 белая пешка · e1 чёрная ладья | a8 белая ладья · g7 чёрный король · e6 белый король · e5 белая пешка · e1 чёрная ладья | a8 белая ладья · g7 чёрный король · e6 белый король · e5 белая пешка · e1 чёрная ладья | a8 белая ладья · g7 чёрный король · e6 белый король · e5 белая пешка · e1 чёрная ладья | a8 белая ладья · g7 чёрный король · e6 белый король · e5 белая пешка · e1 чёрная ладья | a8 белая ладья · g7 чёрный король · e6 белый король · e5 белая пешка · e1 чёрная ладья | 7 |
| 6 | a8 белая ладья · g7 чёрный король · e6 белый король · e5 белая пешка · e1 чёрная ладья | a8 белая ладья · g7 чёрный король · e6 белый король · e5 белая пешка · e1 чёрная ладья | a8 белая ладья · g7 чёрный король · e6 белый король · e5 белая пешка · e1 чёрная ладья | a8 белая ладья · g7 чёрный король · e6 белый король · e5 белая пешка · e1 чёрная ладья | a8 белая ладья · g7 чёрный король · e6 белый король · e5 белая пешка · e1 чёрная ладья | a8 белая ладья · g7 чёрный король · e6 белый король · e5 белая пешка · e1 чёрная ладья | a8 белая ладья · g7 чёрный король · e6 белый король · e5 белая пешка · e1 чёрная ладья | a8 белая ладья · g7 чёрный король · e6 белый король · e5 белая пешка · e1 чёрная ладья | 6 |
| 5 | a8 белая ладья · g7 чёрный король · e6 белый король · e5 белая пешка · e1 чёрная ладья | a8 белая ладья · g7 чёрный король · e6 белый король · e5 белая пешка · e1 чёрная ладья | a8 белая ладья · g7 чёрный король · e6 белый король · e5 белая пешка · e1 чёрная ладья | a8 белая ладья · g7 чёрный король · e6 белый король · e5 белая пешка · e1 чёрная ладья | a8 белая ладья · g7 чёрный король · e6 белый король · e5 белая пешка · e1 чёрная ладья | a8 белая ладья · g7 чёрный король · e6 белый король · e5 белая пешка · e1 чёрная ладья | a8 белая ладья · g7 чёрный король · e6 белый король · e5 белая пешка · e1 чёрная ладья | a8 белая ладья · g7 чёрный король · e6 белый король · e5 белая пешка · e1 чёрная ладья | 5 |
| 4 | a8 белая ладья · g7 чёрный король · e6 белый король · e5 белая пешка · e1 чёрная ладья | a8 белая ладья · g7 чёрный король · e6 белый король · e5 белая пешка · e1 чёрная ладья | a8 белая ладья · g7 чёрный король · e6 белый король · e5 белая пешка · e1 чёрная ладья | a8 белая ладья · g7 чёрный король · e6 белый король · e5 белая пешка · e1 чёрная ладья | a8 белая ладья · g7 чёрный король · e6 белый король · e5 белая пешка · e1 чёрная ладья | a8 белая ладья · g7 чёрный король · e6 белый король · e5 белая пешка · e1 чёрная ладья | a8 белая ладья · g7 чёрный король · e6 белый король · e5 белая пешка · e1 чёрная ладья | a8 белая ладья · g7 чёрный король · e6 белый король · e5 белая пешка · e1 чёрная ладья | 4 |
| 3 | a8 белая ладья · g7 чёрный король · e6 белый король · e5 белая пешка · e1 чёрная ладья | a8 белая ладья · g7 чёрный король · e6 белый король · e5 белая пешка · e1 чёрная ладья | a8 белая ладья · g7 чёрный король · e6 белый король · e5 белая пешка · e1 чёрная ладья | a8 белая ладья · g7 чёрный король · e6 белый король · e5 белая пешка · e1 чёрная ладья | a8 белая ладья · g7 чёрный король · e6 белый король · e5 белая пешка · e1 чёрная ладья | a8 белая ладья · g7 чёрный король · e6 белый король · e5 белая пешка · e1 чёрная ладья | a8 белая ладья · g7 чёрный король · e6 белый король · e5 белая пешка · e1 чёрная ладья | a8 белая ладья · g7 чёрный король · e6 белый король · e5 белая пешка · e1 чёрная ладья | 3 |
| 2 | a8 белая ладья · g7 чёрный король · e6 белый король · e5 белая пешка · e1 чёрная ладья | a8 белая ладья · g7 чёрный король · e6 белый король · e5 белая пешка · e1 чёрная ладья | a8 белая ладья · g7 чёрный король · e6 белый король · e5 белая пешка · e1 чёрная ладья | a8 белая ладья · g7 чёрный король · e6 белый король · e5 белая пешка · e1 чёрная ладья | a8 белая ладья · g7 чёрный король · e6 белый король · e5 белая пешка · e1 чёрная ладья | a8 белая ладья · g7 чёрный король · e6 белый король · e5 белая пешка · e1 чёрная ладья | a8 белая ладья · g7 чёрный король · e6 белый король · e5 белая пешка · e1 чёрная ладья | a8 белая ладья · g7 чёрный король · e6 белый король · e5 белая пешка · e1 чёрная ладья | 2 |
| 1 | a8 белая ладья · g7 чёрный король · e6 белый король · e5 белая пешка · e1 чёрная ладья | a8 белая ладья · g7 чёрный король · e6 белый король · e5 белая пешка · e1 чёрная ладья | a8 белая ладья · g7 чёрный король · e6 белый король · e5 белая пешка · e1 чёрная ладья | a8 белая ладья · g7 чёрный король · e6 белый король · e5 белая пешка · e1 чёрная ладья | a8 белая ладья · g7 чёрный король · e6 белый король · e5 белая пешка · e1 чёрная ладья | a8 белая ладья · g7 чёрный король · e6 белый король · e5 белая пешка · e1 чёрная ладья | a8 белая ладья · g7 чёрный король · e6 белый король · e5 белая пешка · e1 чёрная ладья | a8 белая ладья · g7 чёрный король · e6 белый король · e5 белая пешка · e1 чёрная ладья | 1 |
|   | a                                                                                      | b                                                                                      | c                                                                                      | d                                                                                      | e                                                                                      | f                                                                                      | g                                                                                      | h                                                                                      |   |

В этом случае король слабейшей стороны располагается сбоку от пешки, а ладья атакует пешку с тыла. На 1.Kpd6 чёрные включают в игру короля: 1. … Kpf7!, а на 1. Ле8 с угрозой 2. Kpd7 следует 2. … Ла1! (создавая в свою очередь угрозу шахов с фланга). В случае 2.Лd8 ладья возвращается 2. … Ле1, и белые ничего не достигают. При этом методе защиты важно, чтобы у ладьи было достаточно пространства для атаки с фланга. При коневой пешке эта защита вообще невозможна, а при слоновой нужно держать короля на крайней вертикали.
До перехода пешки через демаркационную линию возможен способ защиты атакой с фронта.
|   | a                                                                                      | b                                                                                      | c                                                                                      | d                                                                                      | e                                                                                      | f                                                                                      | g                                                                                      | h                                                                                      |   |
| - | -------------------------------------------------------------------------------------- | -------------------------------------------------------------------------------------- | -------------------------------------------------------------------------------------- | -------------------------------------------------------------------------------------- | -------------------------------------------------------------------------------------- | -------------------------------------------------------------------------------------- | -------------------------------------------------------------------------------------- | -------------------------------------------------------------------------------------- | - |
| 8 | d8 чёрная ладья · f5 чёрный король · d4 белая пешка · d3 белый король · e1 белая ладья | d8 чёрная ладья · f5 чёрный король · d4 белая пешка · d3 белый король · e1 белая ладья | d8 чёрная ладья · f5 чёрный король · d4 белая пешка · d3 белый король · e1 белая ладья | d8 чёрная ладья · f5 чёрный король · d4 белая пешка · d3 белый король · e1 белая ладья | d8 чёрная ладья · f5 чёрный король · d4 белая пешка · d3 белый король · e1 белая ладья | d8 чёрная ладья · f5 чёрный король · d4 белая пешка · d3 белый король · e1 белая ладья | d8 чёрная ладья · f5 чёрный король · d4 белая пешка · d3 белый король · e1 белая ладья | d8 чёрная ладья · f5 чёрный король · d4 белая пешка · d3 белый король · e1 белая ладья | 8 |
| 7 | d8 чёрная ладья · f5 чёрный король · d4 белая пешка · d3 белый король · e1 белая ладья | d8 чёрная ладья · f5 чёрный король · d4 белая пешка · d3 белый король · e1 белая ладья | d8 чёрная ладья · f5 чёрный король · d4 белая пешка · d3 белый король · e1 белая ладья | d8 чёрная ладья · f5 чёрный король · d4 белая пешка · d3 белый король · e1 белая ладья | d8 чёрная ладья · f5 чёрный король · d4 белая пешка · d3 белый король · e1 белая ладья | d8 чёрная ладья · f5 чёрный король · d4 белая пешка · d3 белый король · e1 белая ладья | d8 чёрная ладья · f5 чёрный король · d4 белая пешка · d3 белый король · e1 белая ладья | d8 чёрная ладья · f5 чёрный король · d4 белая пешка · d3 белый король · e1 белая ладья | 7 |
| 6 | d8 чёрная ладья · f5 чёрный король · d4 белая пешка · d3 белый король · e1 белая ладья | d8 чёрная ладья · f5 чёрный король · d4 белая пешка · d3 белый король · e1 белая ладья | d8 чёрная ладья · f5 чёрный король · d4 белая пешка · d3 белый король · e1 белая ладья | d8 чёрная ладья · f5 чёрный король · d4 белая пешка · d3 белый король · e1 белая ладья | d8 чёрная ладья · f5 чёрный король · d4 белая пешка · d3 белый король · e1 белая ладья | d8 чёрная ладья · f5 чёрный король · d4 белая пешка · d3 белый король · e1 белая ладья | d8 чёрная ладья · f5 чёрный король · d4 белая пешка · d3 белый король · e1 белая ладья | d8 чёрная ладья · f5 чёрный король · d4 белая пешка · d3 белый король · e1 белая ладья | 6 |
| 5 | d8 чёрная ладья · f5 чёрный король · d4 белая пешка · d3 белый король · e1 белая ладья | d8 чёрная ладья · f5 чёрный король · d4 белая пешка · d3 белый король · e1 белая ладья | d8 чёрная ладья · f5 чёрный король · d4 белая пешка · d3 белый король · e1 белая ладья | d8 чёрная ладья · f5 чёрный король · d4 белая пешка · d3 белый король · e1 белая ладья | d8 чёрная ладья · f5 чёрный король · d4 белая пешка · d3 белый король · e1 белая ладья | d8 чёрная ладья · f5 чёрный король · d4 белая пешка · d3 белый король · e1 белая ладья | d8 чёрная ладья · f5 чёрный король · d4 белая пешка · d3 белый король · e1 белая ладья | d8 чёрная ладья · f5 чёрный король · d4 белая пешка · d3 белый король · e1 белая ладья | 5 |
| 4 | d8 чёрная ладья · f5 чёрный король · d4 белая пешка · d3 белый король · e1 белая ладья | d8 чёрная ладья · f5 чёрный король · d4 белая пешка · d3 белый король · e1 белая ладья | d8 чёрная ладья · f5 чёрный король · d4 белая пешка · d3 белый король · e1 белая ладья | d8 чёрная ладья · f5 чёрный король · d4 белая пешка · d3 белый король · e1 белая ладья | d8 чёрная ладья · f5 чёрный король · d4 белая пешка · d3 белый король · e1 белая ладья | d8 чёрная ладья · f5 чёрный король · d4 белая пешка · d3 белый король · e1 белая ладья | d8 чёрная ладья · f5 чёрный король · d4 белая пешка · d3 белый король · e1 белая ладья | d8 чёрная ладья · f5 чёрный король · d4 белая пешка · d3 белый король · e1 белая ладья | 4 |
| 3 | d8 чёрная ладья · f5 чёрный король · d4 белая пешка · d3 белый король · e1 белая ладья | d8 чёрная ладья · f5 чёрный король · d4 белая пешка · d3 белый король · e1 белая ладья | d8 чёрная ладья · f5 чёрный король · d4 белая пешка · d3 белый король · e1 белая ладья | d8 чёрная ладья · f5 чёрный король · d4 белая пешка · d3 белый король · e1 белая ладья | d8 чёрная ладья · f5 чёрный король · d4 белая пешка · d3 белый король · e1 белая ладья | d8 чёрная ладья · f5 чёрный король · d4 белая пешка · d3 белый король · e1 белая ладья | d8 чёрная ладья · f5 чёрный король · d4 белая пешка · d3 белый король · e1 белая ладья | d8 чёрная ладья · f5 чёрный король · d4 белая пешка · d3 белый король · e1 белая ладья | 3 |
| 2 | d8 чёрная ладья · f5 чёрный король · d4 белая пешка · d3 белый король · e1 белая ладья | d8 чёрная ладья · f5 чёрный король · d4 белая пешка · d3 белый король · e1 белая ладья | d8 чёрная ладья · f5 чёрный король · d4 белая пешка · d3 белый король · e1 белая ладья | d8 чёрная ладья · f5 чёрный король · d4 белая пешка · d3 белый король · e1 белая ладья | d8 чёрная ладья · f5 чёрный король · d4 белая пешка · d3 белый король · e1 белая ладья | d8 чёрная ладья · f5 чёрный король · d4 белая пешка · d3 белый король · e1 белая ладья | d8 чёрная ладья · f5 чёрный король · d4 белая пешка · d3 белый король · e1 белая ладья | d8 чёрная ладья · f5 чёрный король · d4 белая пешка · d3 белый король · e1 белая ладья | 2 |
| 1 | d8 чёрная ладья · f5 чёрный король · d4 белая пешка · d3 белый король · e1 белая ладья | d8 чёрная ладья · f5 чёрный король · d4 белая пешка · d3 белый король · e1 белая ладья | d8 чёрная ладья · f5 чёрный король · d4 белая пешка · d3 белый король · e1 белая ладья | d8 чёрная ладья · f5 чёрный король · d4 белая пешка · d3 белый король · e1 белая ладья | d8 чёрная ладья · f5 чёрный король · d4 белая пешка · d3 белый король · e1 белая ладья | d8 чёрная ладья · f5 чёрный король · d4 белая пешка · d3 белый король · e1 белая ладья | d8 чёрная ладья · f5 чёрный король · d4 белая пешка · d3 белый король · e1 белая ладья | d8 чёрная ладья · f5 чёрный король · d4 белая пешка · d3 белый король · e1 белая ладья | 1 |
|   | a                                                                                      | b                                                                                      | c                                                                                      | d                                                                                      | e                                                                                      | f                                                                                      | g                                                                                      | h                                                                                      |   |

Король чёрных отрезан от пешки, но благодаря удачной позиции ладьи слабейшая сторона не пропускает пешку вперёд. Например: 1.Крс4 Лс8+ 2.Крb5 Лd8 3.Крс5 Лс8+ 4.Крb6 Лd8! (4. … Лb8+ 5.Крс7 вело к победе белых) 5.Крс5 (5.Лd1 Кре6) 5. … Лс8+ 6.Крb4 Лd8 7.Крс4 Лс8+ 8.Kpd3 Лd8. 

На 1.Ле5+ следует 1. … Kpf6 2.Крс4 Лс8+ 3.Лс5 Лd8, и если 4.d5, то 4. … Кре7, занимая королём поле перед пешкой.
С учётом степени продвинутости пешки и отдаления от неё короля слабейшей стороны А. Шерон вывел правило, облегчающее оценку подобных позиций (см. Шерона правило).